# Città di Castello
Città di Castello [tʃitˈta di kaˈstɛllo] é uma comuna italiana da região da Umbria, província de Perugia, com cerca de 37.842 habitantes. Estende-se por uma área de 387 km², tendo uma densidade populacional de 98 hab/km². Faz fronteira com Apecchio (PU), Arezzo (AR), Citerna, Cortona (AR), Mercatello sul Metauro (PU), Monte Santa Maria Tiberina, Monterchi (AR), Montone, Pietralunga, San Giustino, Sansepolcro (AR), Umbertide.
Nessa cidade nasceu o papa Celestino II.

## Demografia
| Variação demográfica do município entre 1861 e 2011                               |
|                                                                                   |
| Fonte: Istituto Nazionale di Statistica (ISTAT) - Elaboração gráfica da Wikipedia |

## Filhos ilustres
- Antonio Maria Abbatini - compositor
- Guido Ubaldo Abbatini - pintor
- Monica Bellucci - atriz
- Garlizio Bellucci - Ex-jogador de futebol
- Santa Margarida - Canonizada